# Jacek Kseń
Jacek Wojciech Kseń (ur. 24 października 1949 w Poznaniu) – polski ekonomista i bankowiec, doktor nauk ekonomicznych, w latach 1996–2001 prezes Wielkopolskiego Banku Kredytowego oraz w latach 2001–2007 Banku Zachodniego WBK.

## Życiorys
W 1972 ukończył studia na Wydziale Handlu Zagranicznego Akademii Ekonomicznej w Poznaniu. W 1975 obronił pracę doktorską na temat międzynarodowych rynków finansowych w Szkole Głównej Planowania i Statystyki w Warszawie.
W latach 1975–1978 operator na rynkach walutowych w Banku Handlowym w Warszawie. W latach 1978–1984 pracownik departamentu dewizowego oddziału Banku Pekao w Paryżu. W latach 1984–1990 wicedyrektor banku nadzorujący międzynarodowe operacje walutowe w Lyonnaise Banque w Paryżu. W latach 1990–1996 pełnił funkcje kierownicze w obszarze rynków walutowych w centrali Credit Agricole we Francji.
W latach 1996–2001 prezes zarządu Wielkopolskiego Banku Kredytowego (WBK), następca Franciszka Pospiecha. Po fuzji WBK z Bankiem Zachodnim, w latach 2001–2007, prezes zarządu połączonego banku, Banku Zachodniego WBK. W 2007 zrezygnował z funkcji prezesa, na której zastąpił go Mateusz Morawiecki. Był wówczas najlepiej zarabiającym prezesem banku w Polsce z pensją przekraczającą 5,6 mln zł rocznie. W trakcie pełnienia przez niego funkcji prezesa zarządu banku, WBK oraz BZWBK nie udzielały klientom indywidualnym kredytów hipotecznych denominowanych w walutach obcych. 
W 2015 Kseń krytycznie wypowiadał się o udzielaniu przez banki w Polsce tego typu kredytów oraz pośrednictwa w sprzedaży polisolokat, nazywając je oszustwem.
Prowadzi własną działalność gospodarczą w obszarze doradztwa pod nazwą Jacek Kseń Consulting.
Zasiadał w radach nadzorczych m.in. AmRest Polska, BZ WBK AIB TFI, BZ WBK AIB Asset Management, Caspar Asset Management, Commercial Union PTE BPH CU WBK, Domu Maklerskiego NWAI, MCI Capital, Nest Banku, Orbisu, PBG, Polimex-Mostostal, Polskich Linii Lotniczych LOT i Sygnity.
W latach 2000–2007 konsul honorowy Irlandii w Poznaniu.
W latach 2009–2011 był prezesem Polskiego Związku Tenisowego. Członek Rady Głównej Business Centre Club.
W 2005 odznaczony Złotym Krzyżem Zasługi.